# Rafael Vidiella i Franch
Rafael Vidiella i Franch (Tortosa, 31 de març del 1890 - Barcelona, 23 de setembre del 1982) fou un polític comunista català.
Com a treballador exercí de tipògraf i milità a la Confederació Nacional del Treball (CNT). Durant la dictadura de Miguel Primo de Rivera estigué a València al càrrec de la direcció del diari Solidaridad Obrera. Després la deixà per unir-se a la Unió General de Treballadors (UGT). Des del 1931 esdevingué el màxim dirigent de la Federació Catalana del PSOE. Incorporà aquesta federació al si del Partit Socialista Unificat de Catalunya el 1936, i fou nomenat conseller de comunicacions de la Generalitat de Catalunya (juliol del 1936), de justícia (desembre del 1936), de proveïments, treball i obres públiques (maig del 1937). Quan Vidiella ocupa aquest darrer càrrec, un decret estableix que amb igual feina, la dona cobrarà el mateix sou que l'home.
Després de la guerra civil espanyola s'exilià a diversos països, fins que s'establí a Budapest. Durant la pugna entre Joan Comorera i la direcció del Partit Comunista d'Espanya (PCE), s'alineà amb els darrers, i durant anys fou un dels principals dirigents del partit. Col·laborà en Nous Horitzons. El 1976 tornà a Barcelona.